# 韋家雄
韋家雄（英語：Willie Wai Kar Hung，1965年6月25日—），香港男演員及商人，現為無綫電視基本藝人合約藝員。

## 背景

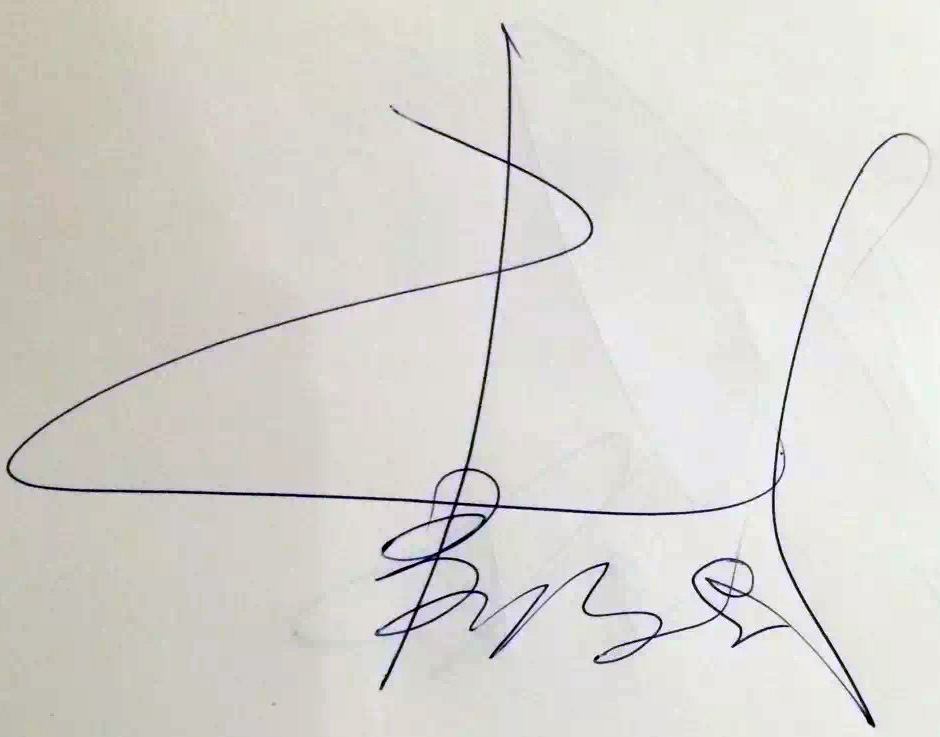
韋家雄的簽名

### 早年生活
韋家雄是香港電視及電影製作人韋家輝胞弟，上有一姊，下有一妹（ViuTV節目監製韋家華）。他小時候曾居住在香港島華富邨華美樓14樓，並就讀邨內廣悅堂基悅小學的下午校；當時未成為新聞主播的蘇凌峰為其訓導主任。他的父親是一名商人，在華富邨內經營小型塑膠廠生意，後因婚外情而離棄兒女及妻子，致使韋家四兄弟妹與母親生活很快變得困頓，更要一度寄居在九龍土瓜灣的舅父家中。住了一段時間便獲政府分配徙置區單位，安排移居山谷道邨。
韋家雄畢業於基督教香港信義會紅磡信義學校、中國基督教會孔仲岐紀念中學及威靈頓英文中學尖沙咀分校，惟讀至中六便離校。他為幫補家計，13歲已於每天凌晨在一間小型酒樓（地痞館）裡賣點心到下午才上學，同時亦於麵包店學習製作麵包以增加收入。

### 入行經過與發展
韋家雄於18歲任職自由身廣告攝影助理、全職澳洲公司廣告攝影師（1990年至1991年）及臨時演員；在酒樓做非法童工期間認識了一位朋友，介紹他從事幕後工作。之後他眼見當演員就如聊天一樣，跟對手說幾句對白便可以下班，感覺更比道具製作這個崗位好，加上看到周刊上有關亞洲電視訓練班的招募廣告，因此1991年報讀亞洲電視藝員訓練班而入行，成為亞洲電視演員，同期同學有郭耀明及戴耀明。首個參與的項目為綜藝節目《暖流行動》中的單元劇，繼而參演《香港十大奇案》、《皇家警察實錄》等作品。當他參演《點解阿sir係隻鬼II》時認識戚其義，1995年跟約滿亞洲電視後於清水灣一間超級市場重遇對方，獲對方邀請轉投無綫電視。
甫加入無綫原接拍《O記實錄II》，由於拍攝進程有所調動，故韋家雄先參演《900重案追兇》。此後他於2008年一度暫別電視圈，與朋友專注發展LED燈生意，其公司「安盟科技有限公司」設在日本福岡，另有一間公司「傲高科技有限公司」是跟拍檔呂柏納共同經營，曾接辦不少大型活動項目如大除夕倒數、2008年北京奧運及上海世界博覽會法國館路易威登展覽等，可因2011年東日本大震災而欠下巨債。2013年還清債務後，他仍繼續發展其他生意，與楊明合作開設後期製作公司。
2015年12月13日，他於《萬千星輝頒獎典禮2015》中憑「麥瀚林」（《枭雄》）一角奪得「最佳男配角」，獲獎時也再三感謝黃秋生當頭棒喝的一番話，使其命運改變了。2016年，韋家雄以「羅蟹」一角（《公公出宮》）三度入圍《萬千星輝頒獎典禮2016》「最佳男配角」。同年11月，有女性因在港鐵車廂內被一中年男子偷拍重要部位而與其爭執，韋家雄見狀即上前阻止，更力指對方不是。事後不少網民還讚賞他見義勇為。2020年，他在劇集《木棘証人》裡首次擔演男主角之一，表現受到觀眾注目，亦憑此角於《萬千星輝頒獎典禮2020》首度角逐「最佳男主角」獎。
另外，為他近年是無綫電視監製方駿釗和陳耀全的亦等常用演員。

## 感情生活
韋家雄和前妻育有一子；曾跟無綫電視藝員陳嘉嘉拍拖。2018年，他再與任職銀行的鄧楚雅（Keynes）拍拖，同年10月6日於旺角帝景酒店結婚，婚禮以「先中式後西式」進行。

## 演出作品
*以下列表只記錄韋家雄演出過的影視作品，若有遺漏，請協助補充相關資料。

### 電視劇（亞洲電視）
| 首播   | 劇名                                 | 角色                         |
| 1992年 | 伯虎為卿狂                           |                              |
| 1992年 | 摩登七十二家房客                     |                              |
| 1992年 | 今裝戲寶                             | 同 事（單元：玉女添丁）      |
| 1992年 | 今裝戲寶                             | 徒 弟（單元：難兄難弟）      |
| 1992年 | 烈火雄風                             | 油脂飛                       |
| 1993年 | 賭神秘笈'93                          | 墨斗手下                     |
| 1993年 | 銀狐                                 | 姚菊人手下                   |
| 1993年 | 中國教父                             |                              |
| 1993年 | 馬場風雲                             |                              |
| 1993年 | 點解阿sir係隻鬼II                    | George 趙                    |
| 1993年 | 香港奇案                             | （單元：血水箱）             |
| 1993年 | 槍神                                 | Ricky                        |
| 1993年 | 新朱門怨                             |                              |
| 1994年 | 皇家警察實錄II                       | （單元：毒梟煞星）           |
| 1994年 | 戲王之王                             | 徐仲暉                       |
| 1994年 | 洪熙官                               | 玉家丁                       |
| 1994年 | 郎心如鐵（又名：失落真心）           | 傑（欣弟）                   |
| 1995年 | 美夢成真                             | 李雪明                       |
| 1995年 | 法外英雄                             | （單元：奪命哥羅芳）         |
| 1995年 | 一屋兩鬼三人行（又名：《再續隔世情） | 陳子健                       |
| 1995年 | 九品芝麻官                           |                              |
| 1995年 | 女干探                               |                              |
| 1995年 | 愛者有其屋                           |                              |
| 1995年 | 包青天                               | 小寶（單元：鐵丘坟）         |
| 1995年 | 包青天                               | 曹元（單元：滄海月明珠有淚） |

### 電視劇（無綫電視）
| 首播          | 劇名                 | 角色               |
| 1995 - 1999年 | 真情                 | 李子力             |
| 1996年        | O記實錄II            | 伍立光             |
| 1996年        | 900重案追兇          | 古 根              |
| 1997年        | 迷離檔案             | 阿 貴              |
| 1997年        | 男人四十打功夫       |                    |
| 1998年        | 陀槍師姐             | 鄭忠信             |
| 1999年        | 全院滿座             | 周偉堅             |
| 1999年        | 刑事偵緝檔案IV       | 溫志森             |
| 1999年        | 吾係差人             |                    |
| 2000年        | 撻出愛火花           | 趙慶齊             |
| 2000年        | 醫神華佗             | 樊 阿              |
| 2000年        | 大囍之家             |                    |
| 2001年        | 酒是故鄉醇           | 何水清             |
| 2001年        | 美麗人生             | 前 進              |
| 2001年        | 封神榜               | 土行孫             |
| 2001年        | 倚天屠龍記           | 壽南山             |
| 2002年        | 皆大歡喜             | 馬 勤              |
| 2002年        | 再生緣               | 阿桑哥             |
| 2002年        | 談判專家             | 齊家全             |
| 2002年        | 無考不成冤家         | 曾英偉             |
| 2003年        | 九五至尊             | 癩皮華             |
| 2003年        | 西關大少             | 梁 和              |
| 2003年        | 皆大歡喜             | Sam                |
| 2004 - 2005年 | 皆大歡喜             | 米 貴              |
| 2004年        | 烽火奇遇結良緣       | 樊 武              |
| 2004年        | 金枝慾孽             | 陳 爽              |
| 2004年        | 水滸無間道           | 周國賢             |
| 2005年        | 牛郎織女             | 土地公             |
| 2005年        | 胭脂水粉             | 戴 廣              |
| 2005年        | 妙手仁心III          | 勞志強（Derek）    |
| 2006年        | 謎情家族             | 高卓文（青年）     |
| 2006年        | 法證先鋒             | 朱德安             |
| 2006年        | 刑事情報科           | 郭明華             |
| 2007年        | 學警出更             | 鄭子強             |
| 2009年        | 老婆大人II           | 羅浩祈             |
| 2010年        | 飛女正傳             | 張偉信             |
| 2010年        | 施公奇案II           | 金毛鼠             |
| 2012年        | 4 In Love            | 鍾炳良             |
| 2013年        | 金枝慾孽貳           | 馬新滿             |
| 2013年        | 神探高倫布           | 中東男             |
| 2013年        | 師父·明白了          | 白一一             |
| 2013年        | 愛·回家              | 苗 生              |
| 2014年        | 單戀雙城             | 專 榮              |
| 2014年        | 新抱喜相逢           | 偉 哥              |
| 2014年        | 守業者               | 唐千斤             |
| 2014年        | 愛我請留言           | 父 親              |
| 2014年        | 廉政行動2014         | 趙富順（單元五）   |
| 2014年        | 大藥坊               | 皇甫壽             |
| 2014年        | 再戰明天             | 杜子書（讀書仔）   |
| 2014年        | 飛虎II               | 田新喜             |
| 2014年        | 名門暗戰             | 簡仁信             |
| 2015年        | 四個女仔三個BAR      | 秦建安             |
| 2015年        | 天眼                 | 江明威             |
| 2015年        | 收規華               | 石 九              |
| 2015年        | 陪著你走             | 吳德波             |
| 2015年        | 無雙譜               | 陸 判              |
| 2015年        | 枭雄                 | 麥瀚林             |
| 2016年        | 鐵馬戰車             | 戴馬成（大麻成）   |
| 2016年        | 公公出宮             | 羅 蟹              |
| 2016年        | 火線下的江湖大佬     | 何其爽（青年）     |
| 2016年        | 一屋老友記           | 黃百川             |
| 2016年        | 巨輪II               | 司徒標             |
| 2017年        | 親親我好媽           | 成吉思             |
| 2017年        | 心理追兇 Mind Hunter | 盧健強             |
| 2017年        | 踩過界               | 趙翔鳳（青年）     |
| 2017年        | 超時空男臣           | 溫偉泰             |
| 2017年        | 降魔的               | 陳永廉（嘟嘟 Sir） |
| 2018年        | 平安谷之詭谷傳說     | 陸水雄             |
| 2018年        | 宮心計2深宮計        | 成 恭              |
| 2018年        | 跳躍生命線           | 高行仁             |
| 2019年        | 白色強人             | 何秉光（Hugo）     |
| 2019年        | 她她她的少女時代     | 招廣昌             |
| 2019年        | 街坊財爺             | 戴金仔（年青）     |
| 2019年        | 牛下女高音           | 邱德光             |
| 2020年        | 大醬園               | 姜二更             |
| 2020年        | 降魔的2.0            | 陳永廉（嘟嘟Sir）  |
| 2020年        | 木棘証人             | 李浩帆             |
| 2020年        | 踩過界II             | 趙翔鳳（青年）     |
| 2021年        | 陀槍師姐2021         | 莫偉賢（阿賢）     |
| 2021年        | 刑偵日記             | 陳笑安             |
| 2021年        | 星空下的仁醫         | 雄                 |
| 2022年        | 金宵大廈2            | 任世嘉             |
| 2022年        | 白色強人II           | 何秉光（Hugo）     |
| 2022年        | 痞子殿下             | 榮 嘯              |
| 2022年        | 輕·功                | 鍾志威             |
| 2023年        | 破毒強人             | 陳子波             |
| 2024年        | 旁觀者               | 馬誠               |
| 2024年        | 本尊就位             | 金士豪             |
| 2024年        | 愛·回家之開心速遞    | 總裁               |
| 2025年        | 富貴千團             | 林 雄              |
| 2025年        | 痞子無間道           | 般 鬥              |
| 2025年        | 麻雀樂團             | 張 威              |
| 未播映        | 死有對証             | 林 琛              |

### 電視劇（香港電台）
| 首播   | 劇名            | 角色                             |
| 2009年 | 有房出租        | 袁 總                            |
| 2010年 | 有房出租2010    | 袁 總                            |
| 2010年 | 證義搜查線      | 汪大發                           |
| 2011年 | 一屋住家人      | 勝                               |
| 2012年 | 火速救兵II      | 馮老闆（單元：勇者無懼）         |
| 2012年 | 手語隨想曲      | （單元：說不出的面試）           |
| 2012年 | 私隱何價        | 陳保安員                         |
| 2013年 | 一念之間2       | 阿 南（單元：十分鐘）            |
| 2014年 | 總有出頭天      | Q太郎                            |
| 2014年 | 我的家庭醫生    | 阿珊丈夫（單元：我睇夠醫生未？） |
| 2015年 | 獅子山下2015    | 梁惠玲前夫                       |
| 2015年 | 監警有道        | 阿 雄                            |
| 2016年 | 我的家庭醫生 II | 雄 哥                            |
| 2016年 | 有倉出租        | 阿 雄（第8集）                   |
| 2017年 | 反斗英語 2017   | 德 哥（第9集）                   |

### 綜藝節目（無綫電視）
| 首播   | 節目名                           | 備註                       |
| 1997年 | 超級無敵獎門人之再戰江湖         | 第13集嘉賓                 |
| 2002年 | 星晨旅遊馬爾代夫、斯里蘭卡真程趣 | 主持                       |
| 2010年 | 超級遊戲獎門人                   | 第4集嘉賓                  |
| 2012年 | 登登登對                         | 第17集嘉賓                 |
| 2012年 | 瘋狂歷史補習社                   | 演出第7集                  |
| 2015年 | 一綫娛樂                         | 第9集嘉賓                  |
| 2016年 | 新春開運王                       | 第3集嘉賓                  |
| 2016年 | Sunday好戲王                     | 第6集嘉賓                  |
| 2016年 | 男人食堂                         | 第5、16集嘉賓              |
| 2017年 | 最緊要好玩                       | 演出                       |
| 2017年 | 請勿關燈                         | 第2集嘉賓                  |
| 2017年 | 最緊要好好玩 消暑版              | 演出                       |
| 2017年 | 再親我好媽                       | 演出第4集                  |
| 2018年 | 一周八爪娛                       | 2月11日嘉賓                |
| 2018年 | 兄弟大茶飯                       | 第9集嘉賓                  |
| 2018年 | TVB 50+1再出發節目巡禮2019       | 嘉賓                       |
| 2019年 | 金豬耀保良                       | 演出嘉賓                   |
| 2019年 | 白色強人 國手對決                | 演出                       |
| 2019年 | 東張西望                         | 7月5、6日嘉賓              |
| 2019年 | 娛樂大家                         | 第二輯 第16集嘉賓          |
| 2019年 | 流行經典50年                     | 新一輯 第18集嘉賓          |
| 2023年 | 回家之華富邨篇                   | 第10集嘉賓（與韋家輝合作） |

### 電影
| 首映   | 電影名                 | 角色       |
| 1992年 | 一千靈異夜之鬼拳師     | 趙汝南徒弟 |
| 1995年 | 猛鬼屠房               |            |
| 1995年 | 霹靂火                 |            |
| 1995年 | 玻璃鎗的愛             |            |
| 1996年 | 孽慾追擊檔案之邪殺     |            |
| 1996年 | 摩登菩呢提             |            |
| 1997年 | 旺角大家姐（兼任編劇） | 阿 寶      |
| 2001年 | 敵對                   |            |
| 2001年 | 驚聲尖叫               |            |
| 2002年 | 野狼                   | B 仔       |
| 2002年 | 賤精先生               | 阿 雄      |
| 2009年 | 旺角監獄               | 箭豬哥     |
| 2010年 | 最危險人物             |            |
| 2012年 | 寒戰                   | 黃 強      |
| 2018年 | 笑澳江湖               | 段老闆     |
| 2019年 | 追龍II：賊王           | 諸 葛      |
| 2019年 | 擊鬥女神               | 楊子雲     |
| 2021年 | 喜歡妳是妳             | 李芯悅父親 |

### 舞台劇
- 2010年：《無動機殺人犯》

### 音樂錄像
- 1997年：丁子峻《一個露台》

### 廣告
- 2003年：釣魚牌李萬山肚痛健胃整腸丸（與王少萍）

## 曾獲獎項與提名
| 年份   | 獎項                                                                                      | 結果             |
| 2013年 | 萬千星輝頒獎典禮2013「最佳男配角 - 馬新滿《金枝慾孽貳》」                                 | 提名（最後五強） |
| 2015年 | 萬千星輝頒獎典禮2015「最佳男配角 - 麥瀚林《梟雄》」                                       | 獲獎             |
| 2016年 | 萬千星輝頒獎典禮2016「最佳男配角 - 羅蟹《公公出宮》」                                     | 提名             |
| 2018年 | 萬千星輝頒獎典禮2018「最佳男配角 - 成恭《宮心計2深宮計》」                                | 提名（最後五強） |
| 2018年 | 2018香港電視大獎「男配角獎（劇集） - 成恭《宮心計2深宮計》 / 陸水雄《平安谷之詭谷傳說》」 | 提名             |
| 2019年 | 萬千星輝頒獎典禮2019「最佳男配角 - 何秉光《白色強人》」                                   | 提名             |
| 2020年 | 萬千星輝頒獎典禮2020「最佳男主角 - 李浩帆《木棘証人》」                                   | 提名             |
| 2020年 | 萬千星輝頒獎典禮2020「最受歡迎電視男角色 - 李浩帆《木棘証人》」                           | 提名             |
| 2020年 | 萬千星輝頒獎典禮2020「馬來西亞最喜愛 TVB 男主角 - 李浩帆《木棘証人》」                    | 提名             |

## 外部連結
- 韋家雄的Facebook專頁
- 韋家雄的新浪微博
- 韋家雄的Instagram帳戶
- 韋家雄在香港影庫上的簡介